# Brigada d'infanteria lleugera paracaigudista

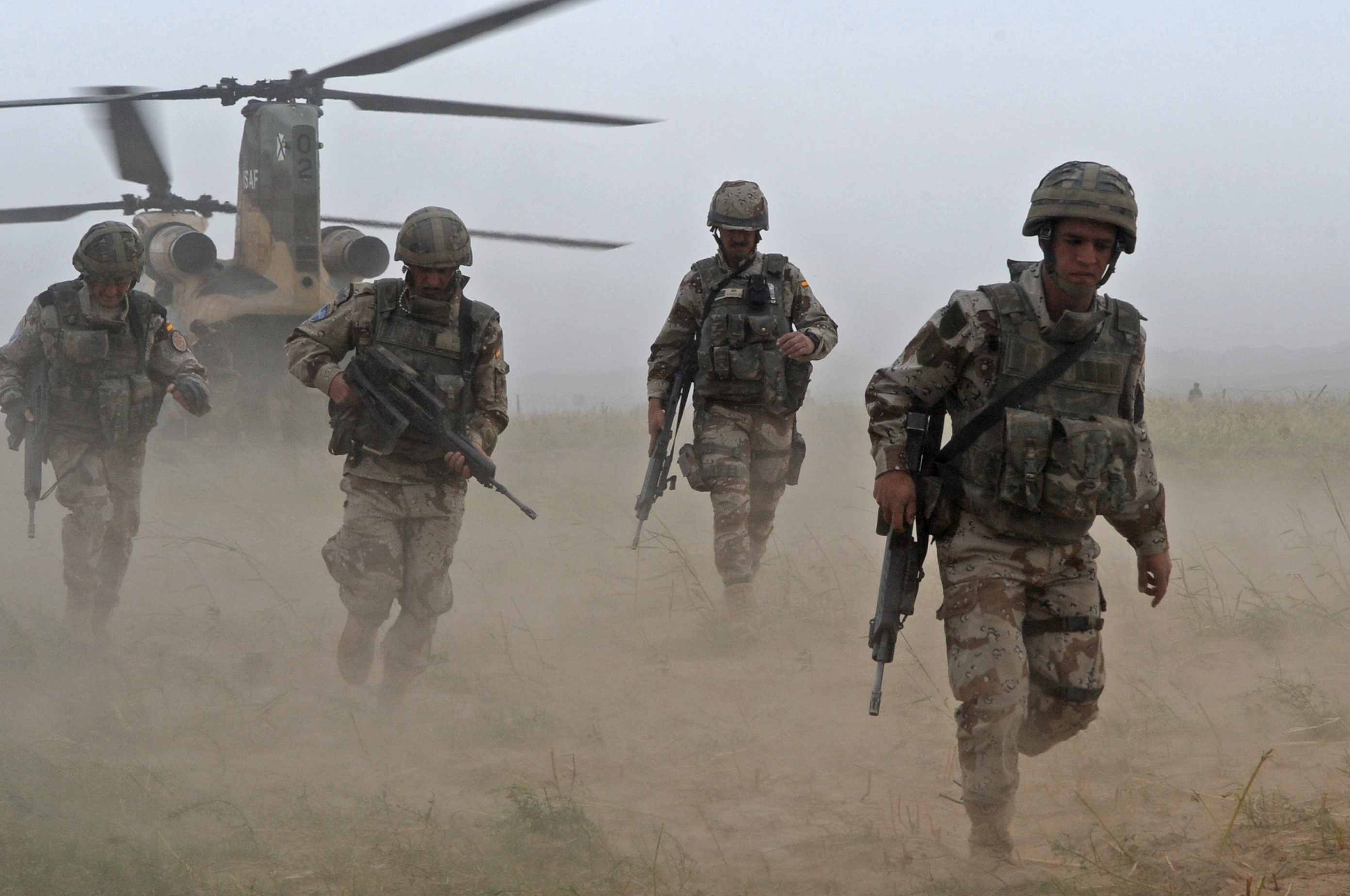
Paracaigudistes a Afganistan

La Brigada Paracaigudista, Brigada d'Infanteria Lleugera Paracaigudista "Almogàvers" VI o BRIPAC és una força aerotransportada de l'Exèrcit de Terra Espanyol considerada, juntament amb la Legió Espanyola, unitat d'elit per excel·lència de l'Exèrcit Espanyol. La BRIPAC és una brigada (una unitat integrada per al voltant d'uns tres mil efectius) que pertany avui dia a les Forces Lleugeres. Són els anomenats Boines Negres.
La BRIPAC està organitzada en:
- Batalló de la Caserna General.
- Banderes Paracaigudistes: "Roger de Flor" I, "Roger de Llúria" II i " Ortiz de Zárate "III.
- Grup d'Artilleria de Campanya (GACAPAC).
- Batalló de Sapadors Paracaigudista (BZPAC VI).
- Grup Logístic Paracaigudista (GLPAC VI).
- Companyia de Transmissions Paracaigudista (CIATRANSPAC VI).

És una unitat lleugera preparada per operar darrere de les línies enemigues i, per tant, disposarà dels mitjans necessaris per actuar de forma autònoma, sense dependre dels suports de foc que eventualment poguessin arribar de les línies pròpies.
La seva capacitat d'assalt aeri, però, limita de manera evident el tipus d'armes de què pot disposar. No pot, per tant, utilitzar mitjans blindats ni cuirassats, limitant-se únicament a l'ocupació de vehicles lleugers (VAMTAC o mules mecàniques).
La Brigada Paracaigudista empra els canons lleugers de calibre 105 mm Light Gun (L-118 i L-119), de fabricació britànica, com a suport de foc. Per a repel·lir un eventual atac de mitjans cuirassats enemics disposa dels míssils anticarro TOW i MILAN. També empra els míssils antiaeris de fabricació francesa Mistral en llançadors dobles o individuals.

## Història

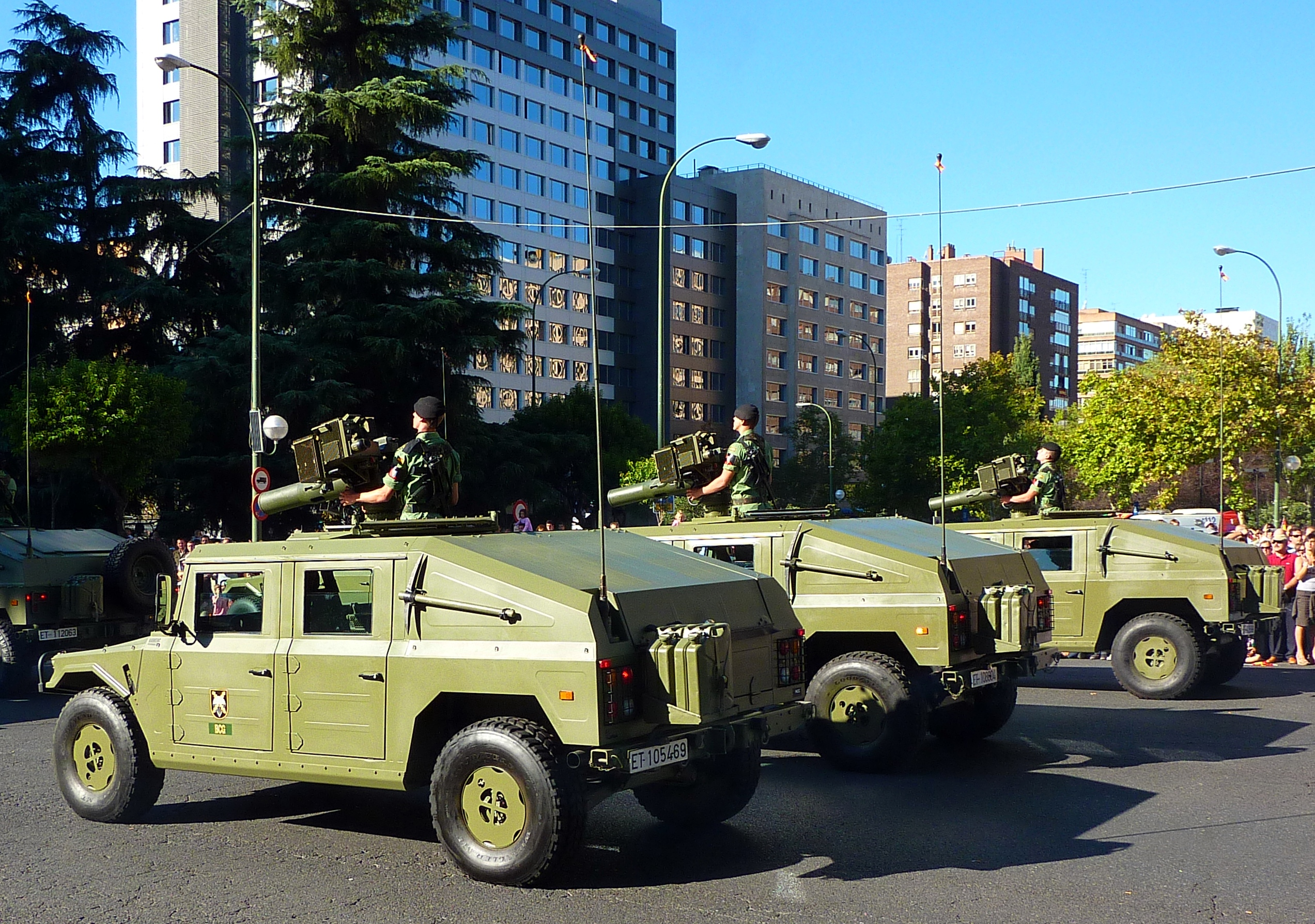
Tres URO VAMTAC blindats de la BRIPAC armats amb míssils antitanc TOW 2A.

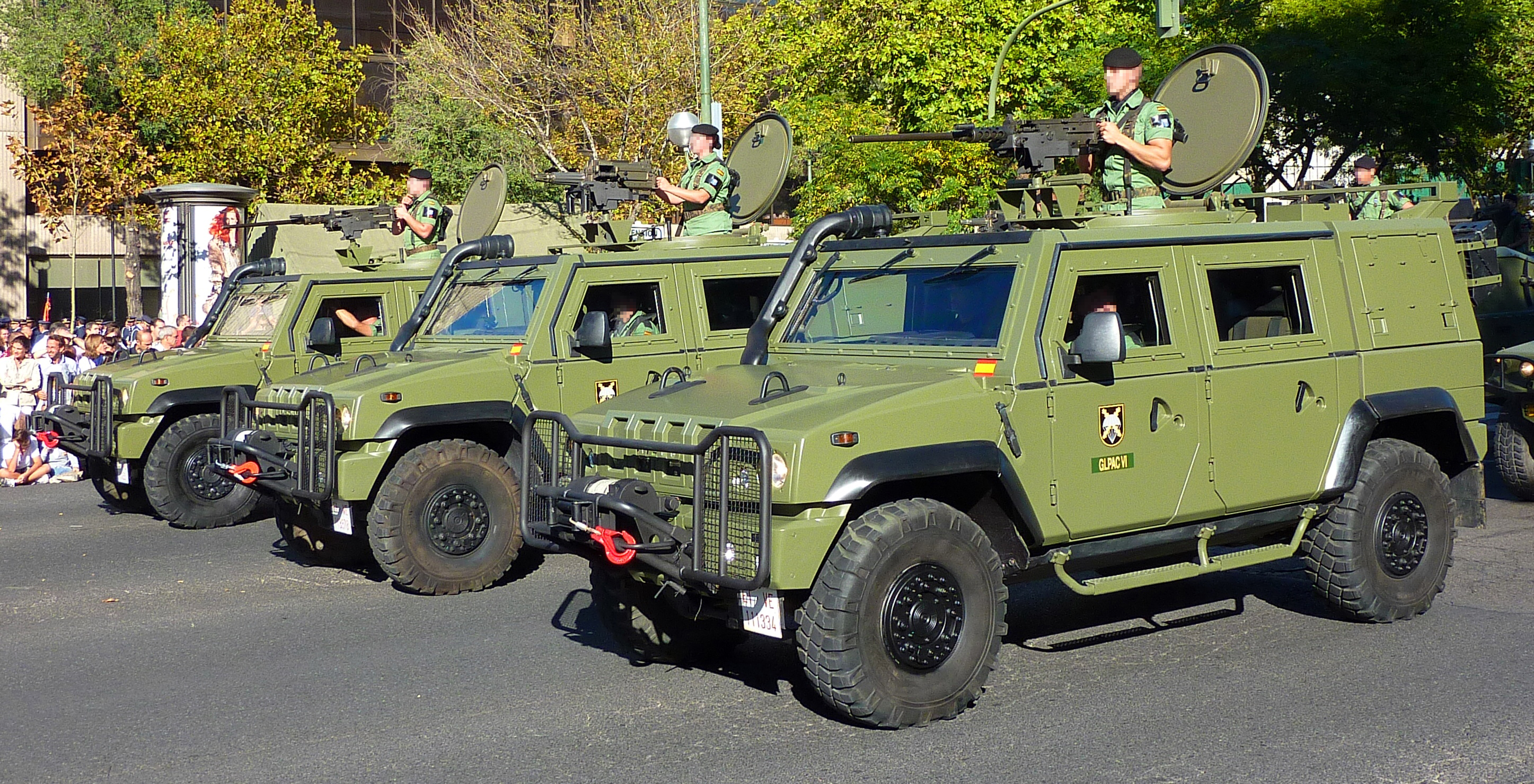
Tres Iveco LMV Linx de la BRIPAC, el del centre armat amb un llançagranades automàtic LAG 40 i els altres dos amb sengles metralladores pesades Browning M2HB.

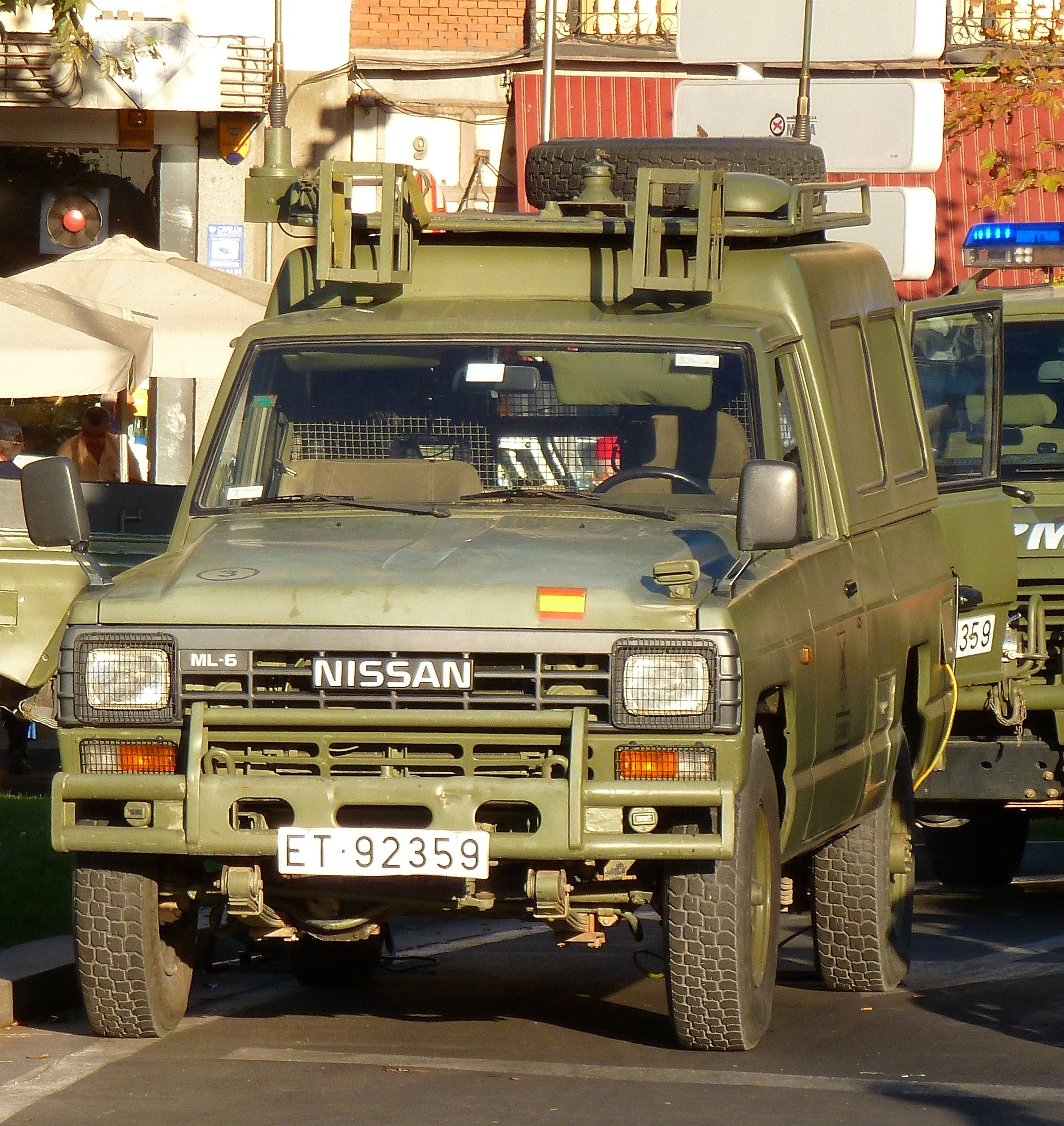
Patrol ML-6 carrossat de la Companyia de Transmissions.

La creació de les Forces Paracaigudistes de l'Exèrcit de Terra Espanyol es remunta al 17 d'octubre del 1953, quan era ministre de la Guerra el general Muñoz Grandes. Se li encomana la missió al Comandant Tomás Pallás Sierra, que al costat de 8 oficials, 12 suboficials i 149 de tropa formaran el primer curs de paracaigudista, amb el qual neix la I Bandera Paracaigudista i rep el nom de "Roger de Flor ", en memòria del famós cabdill almogàver al servei de la Corona d'Aragó durant el segle xiii.
El 23 de febrer del 1954 es realitza el primer salt en paracaigudes de l'Exèrcit de Terra, des d'avions Junkers i Savoia i utilitzant paracaigudes model T-6.
El mes de gener del 1956 es crea l'Agrupació de Banderes Paracaigudistes, sent designat com a cap de la mateixa el tinent coronel d'infanteria Ignacio Crespo del Castillo, i s'inicia l'organització de la II Bandera, que pren el nom de "Roger de Llúria".
El febrer del 1965 s'organitza la Brigada Paracaigudista de l'Exèrcit de Terra. Pren com a base i nucli fonamental les tres Banderes ja existents, integra en elles elements de totes les armes combatents, així com Òrgans dels Serveis, que garanteixen un suport logístic autònom.
En transformar l'Agrupació de Banderes Paracaigudistes en Brigada, es crea el Grup d'Artilleria (GACAPAC) (25 de març del 1966). El seu fundador és el Comandant Don Pius Martínez Lorenzo. Se li va dotar amb obusos OTO Melara 105/14 efectuant el primer tret el 30 de desembre del 1966. A partir d'aquest moment el Grup dona suport ràpidament i eficaç a la BRIPAC en totes les ocasions, exercicis i maniobres s'han plantejat. Altres fets destacables són el llançament d'una bateria d'obusos al complet de personal i material (Gàl·lia V, 1976) i la participació des del 1991 d'una Bateria a l'AMF (OTAN). L'abril del 1992 es reben 12 llocs de tir de míssil Mistral es forma la primera unitat d'Artilleria Antiaèria de la Brigada. Finalment, al gener del 1996, es comença a rebre el canó britànic L-118/L-119 "Light Gun", material més modern i de més abast. El Grup d'Artilleria Paracaigudista ha participat aportant personal a totes les missions exteriors en què ha participat la BRIPAC, des de l'operació A/K en el Kurdistan Iraquià, fins a Kosovo i UNPROFOR a Bòsnia i Hercegovina.
El 14 de febrer del 1968 es concedeix a la Unitat l'Ensenya Nacional, que serà lliurada el 2 de maig del mateix any per l'alcalde d'Alcalá de Henares en un solemne acte que va comptar amb la presència dels Prínceps d'Espanya.
L'any 1971 es crea el Batalló d'Instrucció Paracaigudista en el campament de Santa Bàrbara, Javalí Nuevo (Múrcia), que assumeix i amplia les comeses de la Unitat de Dipòsit i Instrucció amb la finalitat de descarregar a la Brigada de les missions no operatives.